# 平井章

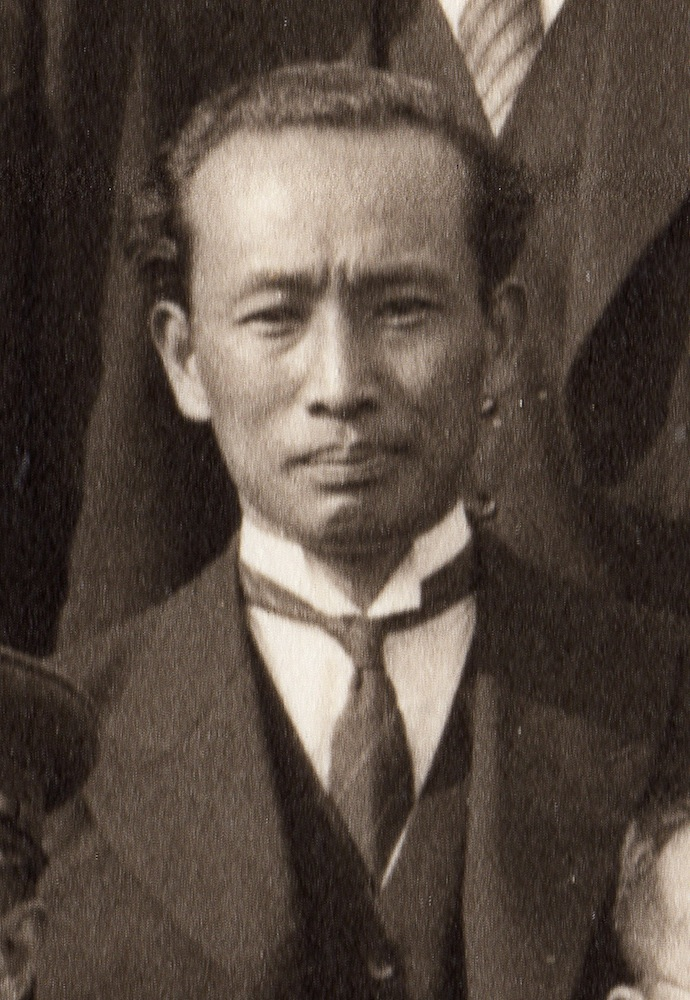
平井章

平井 章（ひらい あきら、1899年（明治32年）1月21日 - 1970年（昭和45年）8月2日）は、日本の内務・厚生官僚。官選県知事。

## 経歴
愛知県出身。平井由次郎の三男として生まれる。第一高等学校を卒業。1923年12月、高等試験行政科試験に合格。1924年、東京帝国大学法学部政治学科を卒業。内務省に入省し東京府属となる。
以後、地方警視、健康保険署事務官、内務省社会局事務官、長崎県書記官・経済部長、厚生省保険院社会保険局長などを歴任し、1942年、厚生省保険局長に就任。
1944年8月、石川県知事に就任し、終戦を迎えた。1945年10月に熊本県知事に転じ、戦後の復興に尽力。1946年1月、公職追放となり退官した。
追放解除後は1953年の総選挙で郷里の愛知2区（当時）から出馬するものの落選に終わり、石川製作所取締役、東京厚生年金会館長を務めた。